# Acid ferricyanic
Acid ferricyanic là một hợp chất vô cơ có công thức hóa học H3Fe(CN)6, là một acid bậc ba mạnh.

## Điều chế
Acid ferricyanic có thể thu được bằng cách cho acid chlorhydric đặc phản ứng với dung dịch bão hòa của kali ferricyanide.

## Tính chất
Acid ferricyanic bị phân hủy trong không khí và chuyển sang màu xanh dương.